# Himanthalia elongata
Haricot de mer, Spaghetti de mer
Espèce
Synonymes
- Fucus elongatus Linnaeus, 1753[2]
- Fucus loreus Linnaeus, 1767[2]
- Fucus pruniformis Gunnerus, 1772[2]
- Fucus tomentosus Hudson, 1778[2]
- Funicularius tuberculatus Roussel, 1806[2]
- Himanthalia elongata var. ß inequalis S.F.Gray, 1821[2]
- Himanthalia lorea (Linnaeus) Lyngbye, 1819[2]
- Ulva tomentosa (Hudson) De Candolle, 1805[2]

Himanthalia elongata est une espèce d’algues brunes de la famille des Himanthaliaceae.

## Taxonomie

### Étymologie
Himanthalia vient du grec himan, « courroie » et thalia, « fleur », en référence à ses lanières aplaties. L'épithète spécifique elongata vient du latin elongatus, à cause de la taille parfois importante de ses ramifications.

### Noms
Nom normalisé : himanthale allongée
Noms vernaculaires : haricot de mer, spaghetti de mer, langue de mer ou encore anus des sables.

### Synonymes
- Fucus elongatus Linnaeus 1753
- Spongia dichotoma Hudson 1762
- Fucus loreus Linnaeus 1767
- Fucus pruniformis Gunnerus 1772
- Fucus tomentosus Hudson 1778
- Ulva tomentosa (Hudson) De Candolle 1805
- Funicularius tuberculatus Roussel 1806
- Himanthalia lorea (Linnaeus) Lyngbye 1819
- Himanthalia elongatus var. ß inequalis S.F. Gray 1821

## Description
Himanthalia elongata est une grande algue brune dont la couleur varie du jaune (individu jeune) au brun-vert olive qui tend vers le noir chez les individus plus âgés. « Au-dessus du crampon de fixation se développe un stipe très court, porteur d'une cupule concave circulaire en forme de champignon, dont le diamètre atteint quatre centimètres. Au printemps, cette cupule donne naissance à deux épaisses lanières aplaties dont la largeur est comprise entre un et deux centimètres. La division de ces lanières, qui sont en fait l'organe reproducteur de l'algue, est dichotomique et se répète plusieurs fois. Elles peuvent ainsi atteindre une longueur de trois mètres ».

## Biologie

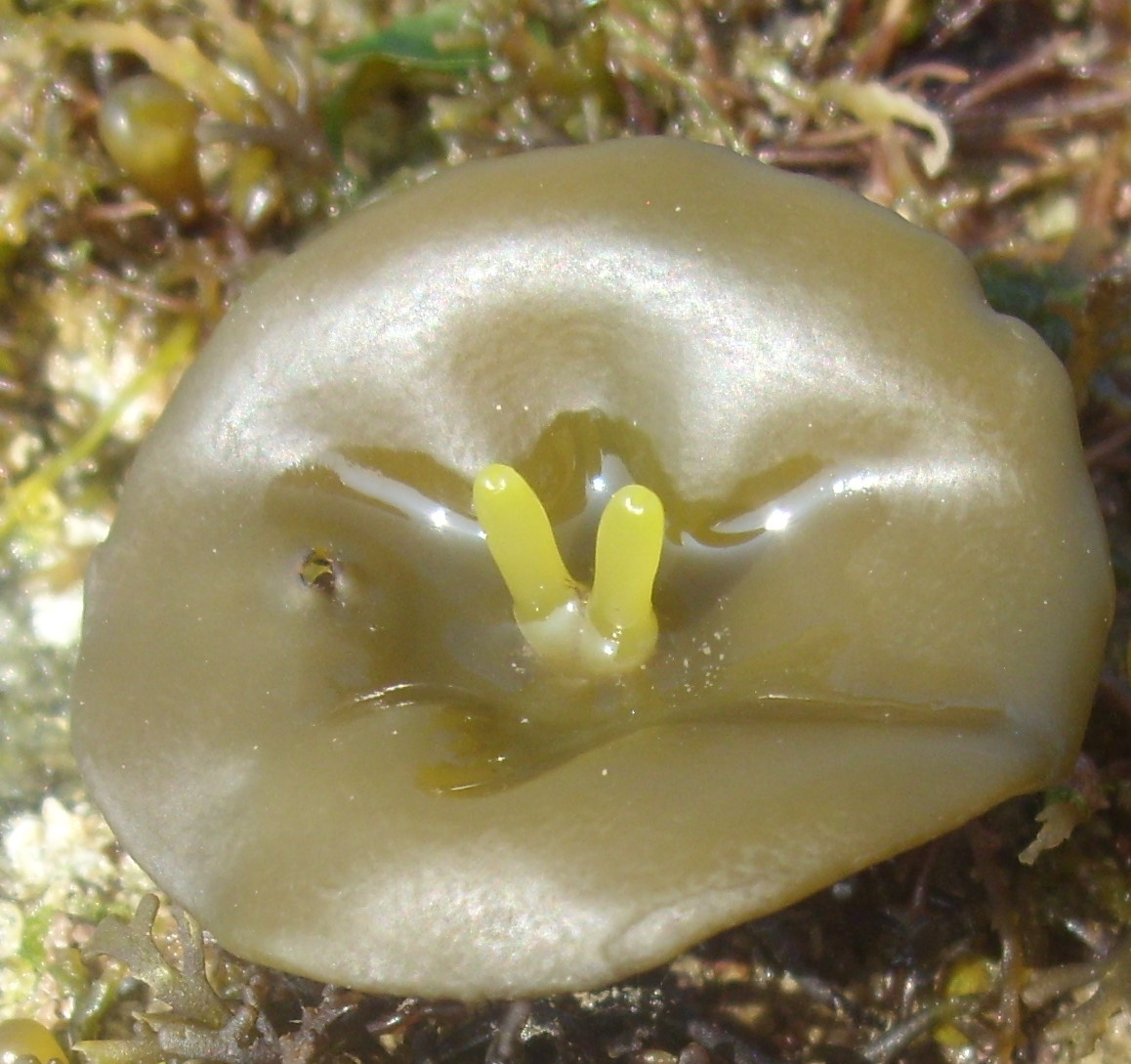
Disque basal en forme de coupe à partir duquel se développent deux lanières qui vont se ramifier de manière dichotomique.

L'appareil reproducteur correspond aux lanières granuleuses sur lesquelles se forment au printemps les conceptacles qui émettent de mai à octobre des cellules sexuelles fusionnant dans l'eau de mer. L'appareil végétatif se présente sous la forme d'une petite coupelle de 2 à 4 cm de diamètre. De consistance cartilagineuse, elle est portée par un pied de même taille.
La ceinture d’Himanthalia matérialise le début de l'étage infralittoral où elle est associée à deux algues rouges, le Chondrus crispus et le Gigartina stellata. Deux algues brunes forme un revêtement épiphyte sur les lanières de l'Himanthale, surtout en été (Elachista scutulata en coussinet, Herponema velutimum en manchon). La situation basse sur l'estran et le manque d'accessibilité de certains champs la préserve d'une trop forte pression d'exploitation. L'algue se rencontre dans les sites à forts courants où elle forme des ceintures très denses. Elle pousse aussi bien dans les milieux battus que dans les milieux abrités, à partir du niveau de basse mer de mortes-eaux.

## Utilisations

### En engrais
Ces himanthales étaient récoltées en automne comme goémon de rive et utilisées d'abord comme engrais : elles étaient répandues, après égouttage, sur la terre des champs d'artichauts et les champs d'orge de l'île de Ré. De manière plus occasionnelle, elles étaient utilisées pour fabriquer de la potasse.

### En alimentation humaine
Comme son nom vernaculaire de « haricot de mer » ou « spaghetti de mer » l'indique, Himanthalia elongata est comestible, au goût sucré salé. Elle peut être conservée dans du vinaigre en bocaux, être frite ou grillée comme des chips. Elle peut se cuisiner comme les haricots verts (l'algue fraîche ou réhydratée est plongée une quinzaine de minutes dans de l'eau bouillante salée), et être utilisée chaude ou froide. Très tendre, elle accompagne légumes, poissons, viande rouge, riz, pâtes et autres fruits de mer.
Il est préférable de ramasser les algues jeunes, le plus souvent immergées (notamment à l'occasion des grandes marées) et de prélever des algues accrochées à un substrat (rocher, épave...). Il est recommandé non pas de les cueillir mais de récolter les extrémités que l'on coupe facilement entre 2 doigts, afin de favoriser leur repousse. Déshydratée, son volume quintuple en les plongeant quelques minutes dans l'eau. Conformément à un arrêté du 4 mai 2018, la récolte du haricot de mer ne peut pas être effectuée la nuit. Pour être prélevé il doit mesurer au moins 80 cm de longueur.
Le spaghetti de mer est l'algue alimentaire la plus récoltée en France après la laminaire digitée.

### En pharmacologie
Des récentes études  ont démontré que H. elongata possédait d’excellentes propriétés antimicrobiennes et antioxydantes. En effet, les antioxydants sont connus pour améliorer les conditions de conservation des aliments en évitant l’oxydation des lipides. Ainsi ils peuvent être utilisés en agroalimentaire et leur fonction antimicrobienne leur confère un intérêt en pharmacologie.